# Обыкновенная чакунда
Обыкновенная чакунда, или сельдь-тупорылка, или короткопёрая тупорылка (лат. Anodontostoma chacunda), — вид лучепёрых рыб из семейства сельдевых (Clupeidae). Широко распространены в Индо-Тихоокеанской области. Максимальная длина тела 22 см. Морские рыбы, могут заходить в эстуарии и устья рек.

## Описание
Тело очень высокое; высота тела составляет от 40 до 70 % стандартной длины тела и увеличивается по мере роста рыб. Рот нижний. Вторая надчелюстная кость прямая. Многочисленные жаберные тычинки мелкие, на нижней части первой жаберной дуги 54—96 жаберных тычинок. Длина самых длинных тычинок меньше длины жаберных лепестков, по мере роста рыб различия возрастают. Последний луч спинного плавника не удлинённый. Тело покрыто относительно мелкой циклоидной чешуёй. Задние края чешуи зубчатые, зубцы уже промежутков между ними. Чешуйки перед спинным плавником образуют единый срединный ряд. В боковой линии 38—45 чешуй. За жаберными крышками есть тёмное пятно.
Максимальная длина тела 22 см, обычно до 14 см.

## Биология
Морские пелагические рыбы. Обитают в прибрежных водах на глубине до 50 м. Заходят в эстуарии и устья рек, поднимаясь вверх по течению до зоны действия приливов. В эстуарии реки Годавари питаются диатомовыми водорослями, радиоляриями, моллюсками, копеподами и ракообразными. Нерестятся с ноября по февраль.

## Ареал
Широко распространены в Индо-Тихоокеанской области от Персидского залива, вдоль побережья Индии и Шри-Ланки до Андаманского моря, Малайзии и Сиамского залива. Встречаются у берегов Вьетнама, Филиппин, Индонезии, Новой Гвинеи, включая архипелаг Бисмарка и Каролинские острова; на юг до севера Австралии и Новой Каледонии.

## Взаимодействие с человеком
Обыкновенная чакунда является промысловой рыбой на всём протяжении ареала. Мировые уловы в 2000-е годы варьировались от 4,6 до 15,7 тысяч тонн. В 2011 году вылов достиг 16226 т. Реализуются в свежем, замороженном, сушёном и вяленом виде; иногда используется в качестве наживки при промысле ценных видов рыб. Попадается в качестве прилова при промысле креветок.